# Májusfa

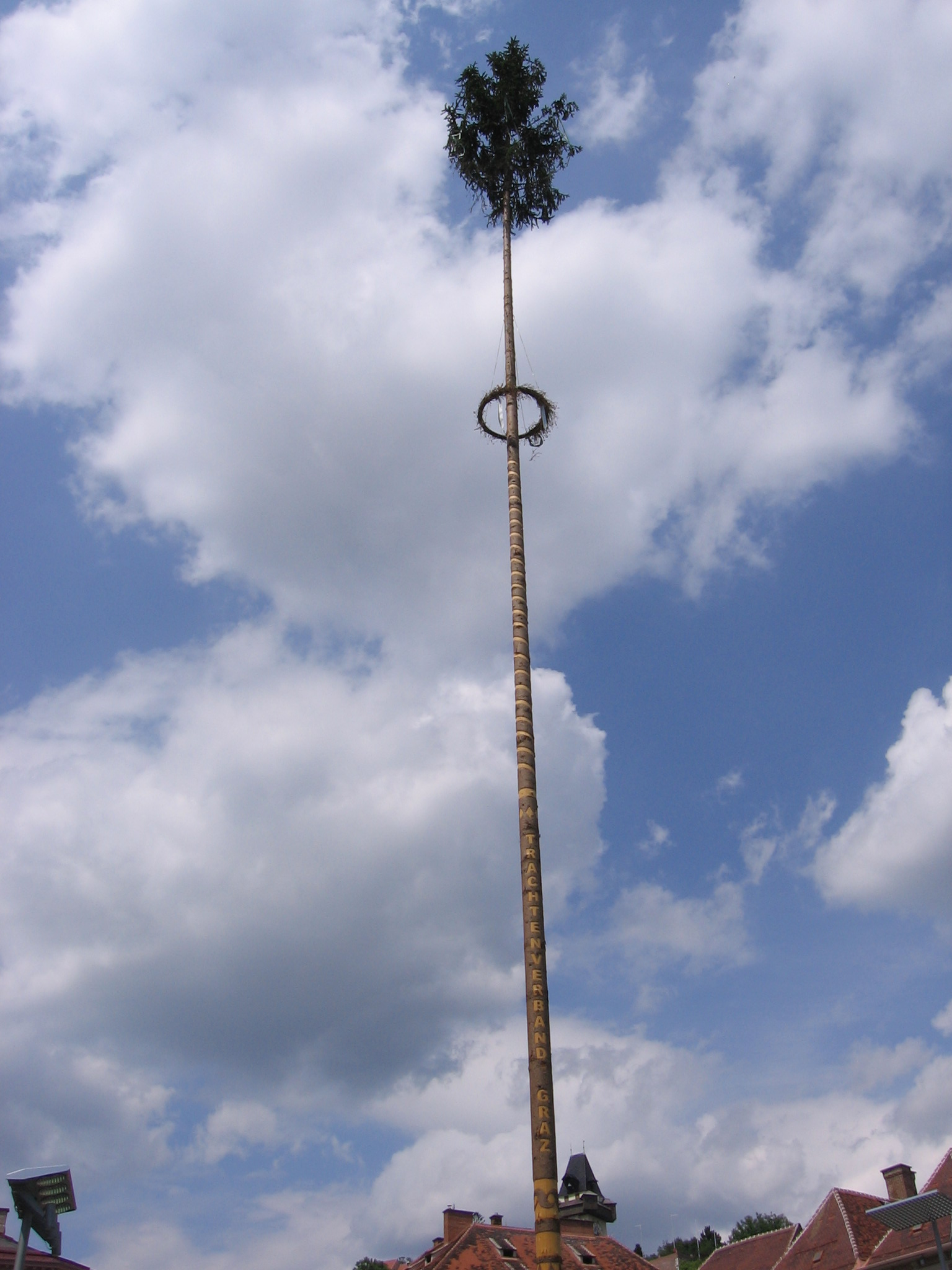
Májusfa Graz városában, Ausztriában

A májusfa (vagy régiesen: májfa) a természet újjászületésének szimbóluma, az ifjúság tavaszi szokásainak Európa-szerte ismert szimbolikus kelléke általában nyírfából, a székelyeknél fenyőfából. A májusfát jakabfának is nevezték. Olykor nem sudár fával, hanem gallyakkal jelképezik.

## Története

### Egyházi
A májusfával illetve zöldágkultusszal (gallyal) kapcsolatos népszokásról első hazai adatunk 1502-ből való (Temesvári Pelbárt ferences szerzetes írta le latin nyelvű prédikáció-gyűjteményében).
Manapság kettő eredetmeghatározásról tudunk:
- (Monda) "a májusfa azokra az időkre emlékeztet, amikor a 72 tanítvány tanítani ment. Volt köztük egy szent életű lány is, de nem hitték el róla, hogy ártatlan. Azt mondták az emberek: elhiszik, ha a földbe szúrt száraz gally reggelre kizöldül. A fa május hajnalára kihajtott." - Tájjellegű magyar, vallásos néphagyomány; Jász-Nagykun-Szolnok megye, Nagykörű.
- (Legenda) "a májusfa eredete az, hogy Fülöp és Jakab apostoloknak [akik az első században éltek] térítő útjuk során egy Valburga nevezetű szűz leány volt a segítőtársuk. A leányt a pogányok megrágalmazták. Valburga azonban, hogy a gúnyolódókat megszégyenítse, elővette vándorbotját, letűzte a földbe, letérdepelt és imádkozott előtte, mire a száraz fa a pogányok szeme láttára kizöldült. Innen eredt a keresztény fiatalságnál a májusfa állítása." - Általánosan elterjedt vallásos néphagyomány. E legendának az alapja, hogy több évszázadon át 1955-ig, az egyházi kalendáriumban ugyanarra a napra (május 1-jére) esett az említett kettő apostol ünnepnapja, valamint szent Valburga emléknapja is.[5] Valójában soha nem találkoztak életükben, mert Valburga 700 évvel később élt.

Bálint Sándor a Népünk ünnepei. Az egyházi év néprajza (1938) könyvének 243-244. oldalán közli Temesvári prédikációjának vonatkozó részét, s hozzáteszi: "Könyvünk jellege nem engedi meg, hogy a május elseje egyetemes néprajzára és művelődéstörténetére érdemben kiterjeszkedjünk (...) A középkor európai folklore-egységébe beletartozott Magyarország is, így a májusi zöldágkultusz sem volt nálunk ismeretlen."

### Néprajzi
A szokás eredetéről így számolt be a Magyarországi népszokások (1867) gyűjteményes könyv a Májusfa letűzése s története címszó alatt: "szent Jakab és szent Fülöp midőn térítgetni jártak, útitársuk lett Valburga nevű szűz hajadon; ezt ebbéli cselekményéért a pogányok tisztátalan személynek nyilváníták, s rágalmazták. A leány azonban, hogy elűzze a gúnyolódókat, elővette vándorbotját, letűzte a földbe, előtte letérdepelt, imádkozott, s erre alig múlt el egy-két óra, midőn a pogányok szeme láttára leszúrt bot kizöldült. Ez volt sz. Jakab apostol napja virradójára (május 1-jén)."
A májusfát vagy májfát csoportba szerveződve állították a legények a lányoknak, akiknek ez nagy megtiszteltetés volt. Magas, sudár fák voltak erre alkalmasak, melyeket a kerítésoszlophoz rögzítettek éjjel vagy kora hajnalban. Általában színes szalagokkal, étellel-itallal is díszítették. Legtöbbször az udvarló legény vezetésével állították a fát, de egyes községekben a rokonlányoknál is állítottak a legények. Gyakran a közösségeknek is volt egy közös fája, aminek a kidöntését ünnepély, és táncmulatság kísérte. A lányok viselkedése szinte falvanként változott. Volt, aki kiment és megkínálta a legényt borral. Tápiószentmártonban a májfára kerülő szalagokat a lány kölcsönözte a legénynek.

## Májusfaállítás

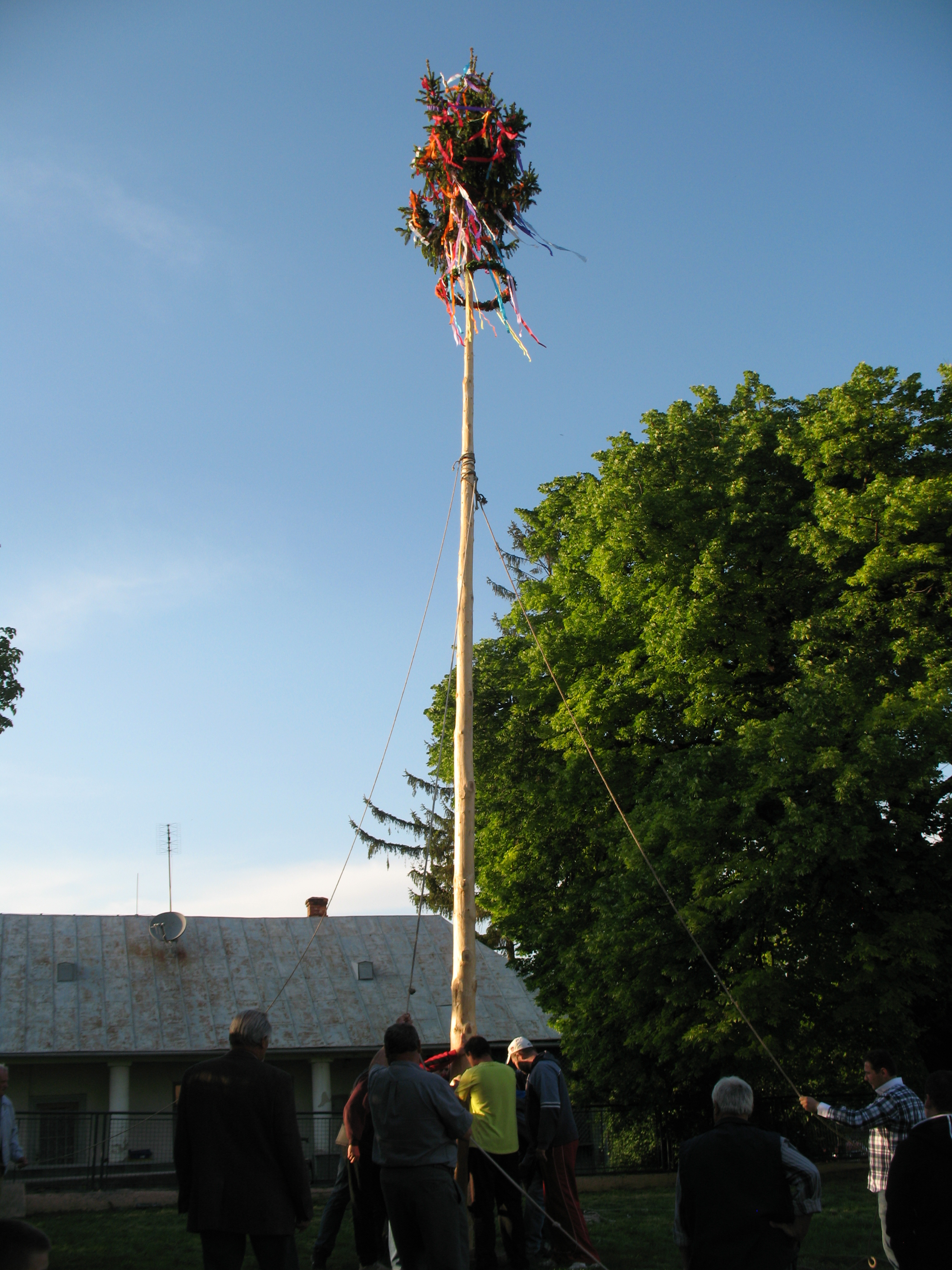
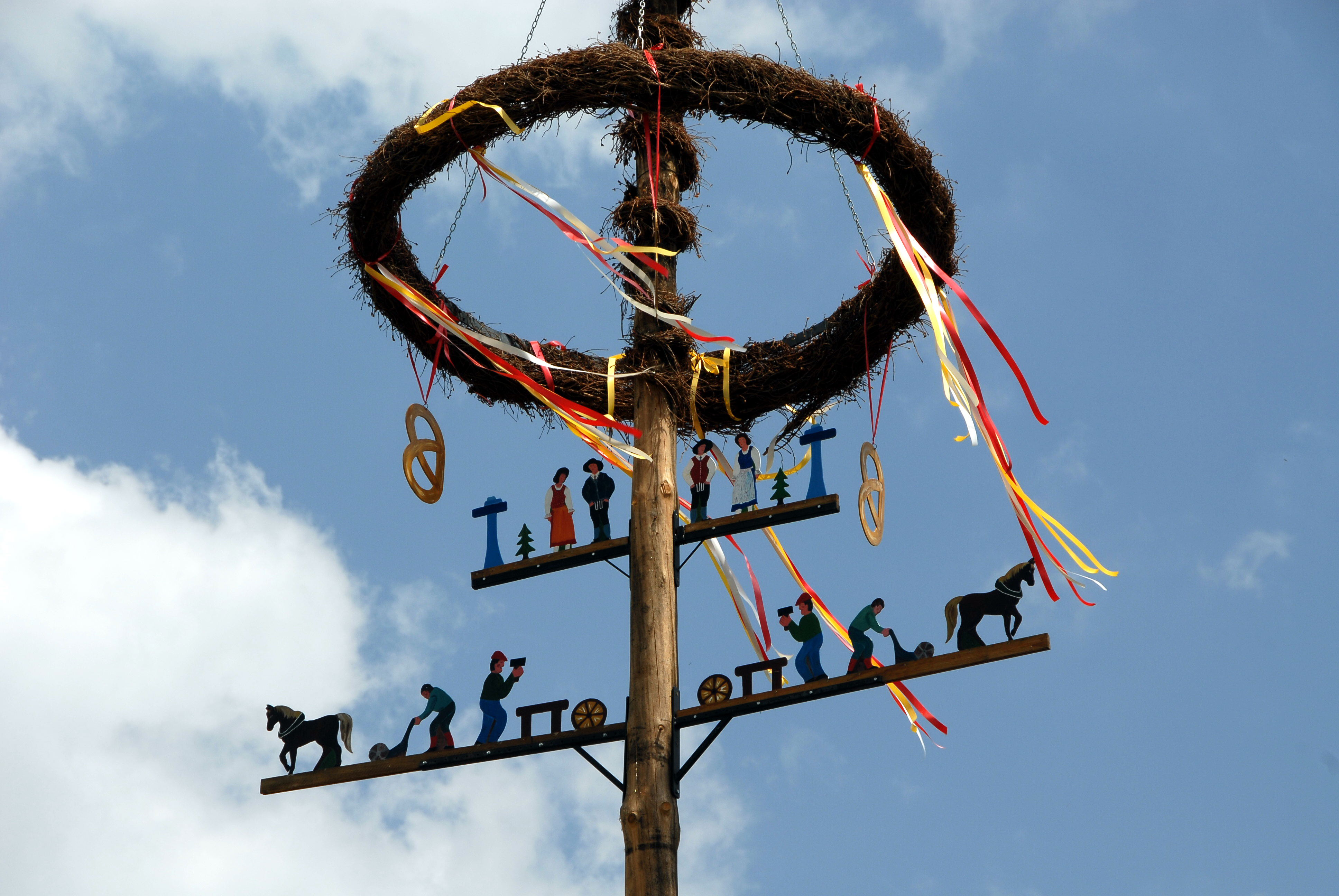
Egy bajor májusfán lévő díszítőelemek

A májusfa felállításának legjellemzőbb, hagyomány szerinti időpontja a május 1-jét megelőző nap délután/este volt. A két háború között divatba jött a szerenád, az éjjelizene május 1-jén. Nagykőrösön amelyik lánynak már volt udvarlója, az május 1-jén kapott májusfát. Leggyakrabban nyárfa volt, de állítottak vadkörtét, orgonát, vadpiszkét is. A fákra színes papírszalagokat akasztottak. Ezután szerenádot adtak, amit a lánynak fogadni illett egy szál gyufa meggyújtásával. A szerenádot követően a lány kiment és borral kínálta a legényeket.
Ez a szokás egyes falvakban még napjainkban is élő hagyományként van jelen. A hajadon lányok kapuját bekötözik, hogy ne tudjon megszökni, és a kerítés elé díszes (általában krepp) szalagokkal feldíszített fát állítanak, amire kisebb nagyobb ajándékokat (italok, ajándékcsomagok, parfüm, virág, ékszerek, lufikat stb.) is kötözhetnek az udvarlók. Egy kerítés előtt az illendőség szerint egy fának szokás állnia, de előfordul, hogy versengés alakul ki a faállítók között, ilyenkor kettő vagy több fa is kerülhet a kerítés elé.
Egyes vidékeken a májusfaállítás alternatívája az udvarlók részéről a májuskosár köttetése. Ez egy nagyobbacska kosár, teli ajándékkal és színes virágokkal, szalaggal átkötve.

## Májusfa kitáncolása
A májusfák kidöntése járt együtt általában nagyobb ünnepélyességgel, táncmulatsággal. A májusfa ledöntésének szertartásos mozzanata volt a fa körültáncolása, a májusfára mászás. Különösen nehéz volt a lehúzott kérgű, magas fát megmászni. Azé lett a tetejére erősített ital, akinek ez sikerült. A legények gyakran megtréfálták egymást azzal, hogy az üvegbe paprikás vizet tettek.
Némely településeken hagyományőrző rendezvényként éledt újjá a rendszerváltást követő időszakban a májusfaállítás szokása, egy közös, községi fa felállításával – az adott község főterén vagy valamelyik frekventált közterületén –, majd május végén a kidöntésével. Ilyenkor általában az állításhoz és a kidöntéshez egyaránt kapcsolódhat valamilyen települési ünnepi rendezvény, táncos mulatság.